# Pelagio delle Asturie
Pelagio di Fafila (Don Pelayo in spagnolo, Pelai in catalano, Paio in galiziano, Pelayu in asturiano e Pelágio in portoghese; 690 circa – Cangas de Onís, 737), è stato un condottiero asturiano dell'VIII secolo, animatore di un'insurrezione contro il governo musulmano e, dopo la vittoria di Covadonga, fondatore del regno delle Asturie.
Figlio del duca Favila, è considerato il capostipite, grazie al matrimonio della figlia Ermesinda da cui trassero origine le varie famiglie che governarono i regni successivi al principato, dell'attuale casa reale spagnola.

## Tra storia e leggenda
È probabile che si tratti di un personaggio storico realmente esistito, ma le fonti sulla sua figura sono relativamente scarse: quelle cristiane, come le Crónicas di Alfonso II del X secolo, sono tarde, mentre quelle musulmane, più vicine agli avvenimenti, tendono tuttavia a diminuirne l'importanza, ma non a negarne l'esistenza.
A causa della scarsità delle fonti si è formata una leggenda circa la sua figura: si ignora il suo luogo di nascita, ma gli è stata attribuita, per probabili motivi di prestigio, un'origine galiziana, asturiana, cantabrica o finanche cordovana. Si sarebbe trattato di un membro dell'aristocrazia locale visigota, o comunque di un individuo di origine visigota in grado di avere influenza fra gli Asturiani. Inoltre alcune fonti citano una parentela con i duchi di Cantabria attraverso il padre Favila, il quale viene citato dal Settipani come "figlio del conte Agila, zio paterno e cugino materno di Pietro di Cantabria".

## Origine
Secondo la leggenda, Pelagio era un nobile, figlio del duca Favila e nipote del re visigoto Chindasvindo; secondo il principe dei genealogisti spagnoli, Luis de Salazar y Castro, nella sua Historia Genealógica de la Casa de Lara, Volume 1 riporta che Pelagio era figlio del duca di Cantabria, Favila, fratello del Re dei Visigoti, Chindasvindo; anche la Cronica de Alfonso III conferma che Pelagio era figlio di Favila, di stirpe reale; mentre il CHRONICON ALBELDENSE riporta che Pelagio era figlio di Veremondo e nipote del Re dei Visigoti, Roderico.
Favila, secondo le Europäische Stammtafeln (non consultate) era figlio di Teodofredo (ca. 645-702), che, secondo la CRONICA ROTENSIS, durante il regno del Re dei Visigoti, Egica, per ordine del re, fu accecato, per impedirgli di poter essere pretendente al trono. Favila secondo il De Rebus Hispaniæ, III (non consultato) era duca di Cantabria, e, durante il regno di Witiza, per ordine del re, fu ucciso, come riporta anche, lo storico Rafael Altamira, e, che, dopo il 687, aveva sposato RiciloTeodofredo da Ricilo aveva avuto anche un altro figlio: Roderico (ca. 688-ca. 711), futuro re dei Visigoti.

## Biografia

### Prima della rivolta

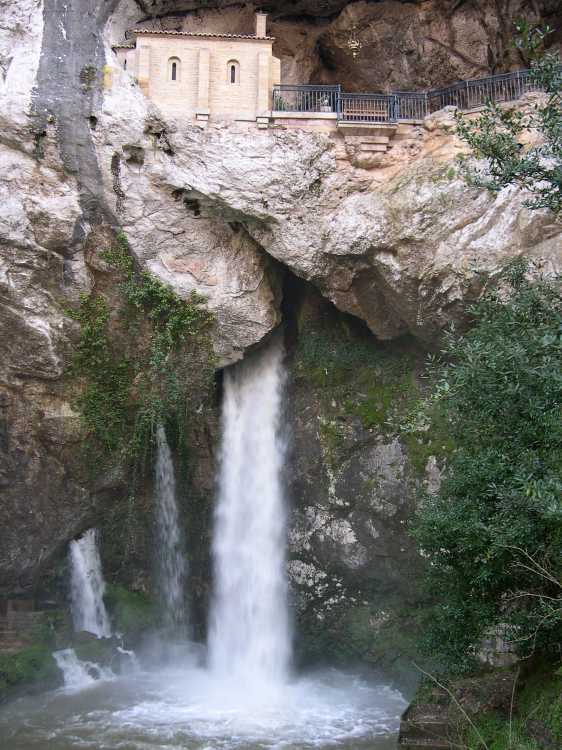
La leggendaria grotta di Covadonga.

Pelagio, secondo la CRONICA ROTENSIS, era stato in gioventù un armigero al servizio dei re Witiza e Roderico, e, secondo il CHRONICON ALBELDENSE, fu espulso da Toledo da Witiza; rientrato a Toledo, dopo la morte di Witiza, forse fece parte della guardia personale del re, Roderico, e in tale veste avrebbe combattuto nella battaglia del Guadalete nell'aprile o nel maggio del 711. Dopo la sconfitta si sarebbe rifugiato a Toledo e, alla caduta della città (711-712) nelle mani di Ṭāriq ibn Ziyād, mentre altri fuggivano in Francia, egli, secondo la Cronica de Alfonso III, si sarebbe diretto verso le Asturie; anche la CRONICA ROTENSIS, conferma che, dopo l'invasione musulmana, Pelagio, assieme alla sorella Ormesinda, si rifugiò nelle Asturie, dove forse possedeva delle terre.
Le prime incursioni arabe nel nord furono quelle di Mūsā ibn Nuṣayr, wālī di al-Andalus tra il 712 e il 714; Mūsā si era diretto nelle Asturie occupando León, Astorga e Zamora ed era arrivato sino a Lugo, occupando tutta la Galizia; aveva occupato i territori che confinavano a sud con le Asturie e addirittura si fece strada fino a Gijón, che riuscì a conquistare, nominando governatore il musulmano Munuza, compagno d'armi di Ṭāriq b. Ziyād.
Pelagio fu inviato a Cordova da Munuza con un incarico, ma quando ritornò nelle Asturie, scoprendo che la sorella era divenuta la moglie di Munuza, manifestò apertamente la sua contrarietà, per cui Munuza avrebbe inviato il generale Al Qama (Alqama) e il vescovo Oppas, uno dei figli di Witiza, che catturarono e condussero Pelagio a Cordova, da dove riuscì a fuggire per ritornare nelle Asturie, come riportato dalla CRONICA ROTENSIS.

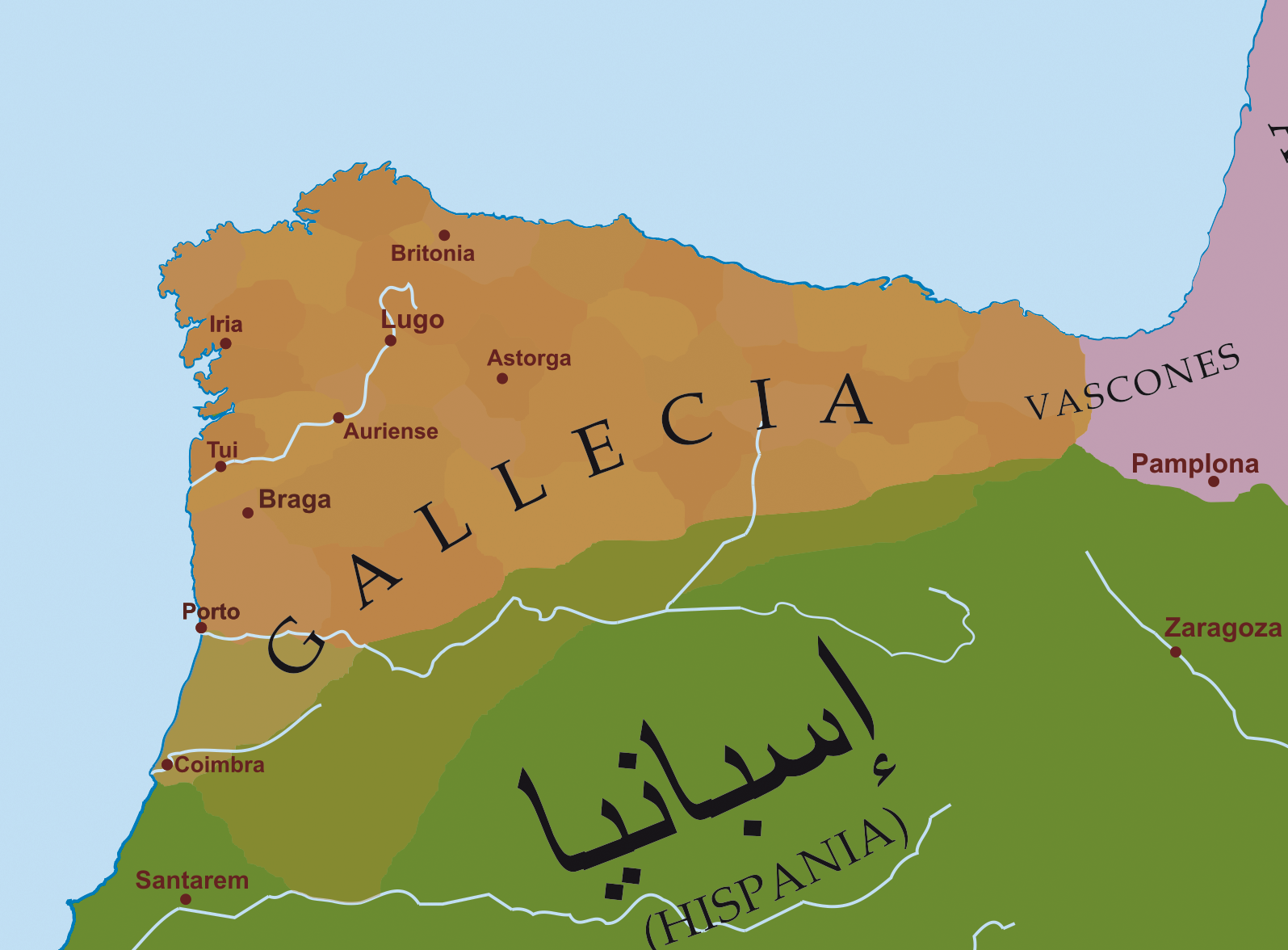
Mappa del nord-est della penisola iberica durante la conquista araba.

### La rivolta

In verde il territorio di Pelagio, nel 724, dopo la battaglia di Covadonga.

Nelle Asturie, come riporta ancora, lo storico Rafael Altamira, si erano rifugiati, con i resti dei loro eserciti sconfitti, alcuni nobili visigoti, che avevano eletto a loro capo, Pelagio, che avrebbe guidato una sollevazione, rifugiandosi sulle montagne, come riporta anche il CHRONICON ALBELDENSE. Munuza avrebbe inviato ancora il generale Al Qama e il vescovo Oppas a sottomettere i rivoltosi, ritiratisi nella zona dei Picos de Europa: incontrati i cristiani nella valle di Cangas, sarebbe avvenuta la battaglia di Covadonga, che secondo Altamira avvenne nel 718, mentre secondo altri storici avvenne nel 722.
Secondo le fonti cristiane Pelagio avrebbe messo in fuga i musulmani e dopo la vittoria fu eletto re, mentre i cronisti arabi affermano che fu Pelagio a essere messo in rotta e che avesse raccolto una forza di soli trecento uomini, i quali dopo la sconfitta, ridotti a trenta, si sarebbero rifugiati nelle caverne delle montagne assieme a dieci loro donne, senza costituire alcun pericolo, come riporta la Ajbar Machmuâ: crónica anónima, che, riferendosi all'anno 728, cita la presenza di Pelagio, che, nelle Asturie, con un nucleo di seguaci, controllava una parte del territorio.
La rivolta di Pelagio nel 722 non avrebbe mai avuto successo da sola, visto che l'esercito arabo era assai più forte. Nel ricevere però le notizie di Covadonga, Pietro di Cantabria si unì alla lotta con tutte le forze del ducato di Cantabria. Anche molti nobili visigoti e la popolazione cristiana della Spagna assoggettata emigrarono verso settentrione per unirsi alla rivolta di Pelagio.

### La riconquista di Gijón
Gijón era probabilmente la capitale della provincia araba della quale facevano parte le Asturie, governata da Munuza. Dopo la sconfitta subita a Covadonga Munuza, con la sua guarnigione, probabilmente per timore che gli abitanti di Gijón potessero unirsi alla rivolta, sarebbero fuggiti precipitosamente verso il Leon; ma giunti in un luogo chiamato Clacliensem furono sconfitti e tutti uccisi, incluso Munuza; anche la Cronica de Alfonso III riporta la sconfitta e morte di Munuza nella località di Oliales; Pelagio quindi si sarebbe impadronito della città senza apparente difficoltà. 

Al divulgarsi della notizia della presa di Gijón molti cristiani si sarebbero uniti all'esercito di Pelagio, dissuadendo i musulmani dal tentativo di riprendere il possesso della città e delle zone a sud.

### La morte
Pelagio, che non si proclamò mai re, stabilì il governo e la corte a Cangas de Onís, dove morì nel 737, dopo diciannove anni di regno, e fu sepolto nella chiesa di Santa Eulalia a Abamia (territorio Cangas in ecclesia Sanctæ Eulaliæ de Velapnio), che egli aveva fondato nei dintorni di Cangas de Onís, come riporta il Sebastiani Chronicon. Alla sua morte gli succedette il figlio Favila.
In seguito i suoi resti, assieme a quelli della moglie e della sorella, furono traslati da Alfonso X nella Santa grotta di Covadonga, come riportato dalla seguente incisione riportata sulla lapide:

AQVI YACE EL S REY DON PELAIO ELLETO EL AÑO DE 716 QUE EN ESTA MILAGROSA CUEBA COMENZO LA RESTAVRACION DO ESPAÑA BENCIDOS LOS MOROS FALLECIO AÑO 737 Y ACOMPAÑA SS M/gEr Y ErMANA. Nonostante l'incisione riportata molti storici sono dubbiosi sul reale trasferimento dei resti mortali nella Santa grotta di Covadonga.

## Matrimonio e figli
Pelagio aveva sposato Gaudiosa, di cui non si conoscono gli ascendenti, citata nel Sebastiani Chronicon. Pelagio dalla moglie Gaudiosa ebbe due figli:
- Favila (ca. 715-739), re (principe) delle Asturie[17];
- Ermesinda (ca. 720-?), regina consorte delle Asturie come riporta il CHRONICON ALBELDENSE in cui è citata come Bermisindam[20].

### Fonti primarie
- (LA)  #ES España sagrada. Volumen 13
- (LA)  Anastasii abbatis opera omnia.
- (LA)  CRONICA ROTENSIS)
- (LA)  Cronica de Alfonso III
- (FR)  #ES Histoire de l'Afrique et de l'Espagne, Volume 2
- (ES)  #ES Historia Genealógica de la Casa de Lara
- (ES)  Ajbar Machmuâ: crónica anónima

### Letteratura storiografica
- Rafael Altamira, La Spagna sotto i Visigoti, in La fine del mondo antico, collana «Storia del mondo medievale», I volume, 1999  [1978],  pp. 743–779, SBN RAV0065633.
- Rafael Altamira, Il califfato occidentale, in La fine del mondo antico, collana «Storia del mondo medievale», II volume, 1999  [1978],  pp. 477–515, SBN RAV0065633.